# (2-ブロモフェニル)ジフェニルホスフィン
(2-ブロモフェニル)ジフェニルホスフィン（英語: (2-bromophenyl)diphenylphosphine）は、化学式が (C
6H
4Br)P(C
6H
5)
2 で表される有機リン化合物である。白色の結晶性固体で、非極性溶媒に溶ける。トリフェニルホスフィンの2-リチオ化誘導体の前駆体として使用され、他のホスフィン配位子の前駆体となる。

## 合成
いくつかの方法で合成できる。効率的な合成経路は、パラジウム錯体を触媒とするジフェニルホスフィンと2-ブロモヨードベンゼンのカップリング反応である。 (Ph＝C
6H
5)
C
6H
4Br(I)  +  HPPh
2  +  Et
3N   →   Ph
2P(C
6H
4Br)  +  [Et
3NH]I
この化合物は、(2-トリル)ジフェニルホスフィンと同形である。
ブチルリチウムでリチオ化すると、o-リチオ化トリフェニルホスフィンが得られる。また、臭化物はグリニャール試薬を形成する。これらの金属化ホスフィンは多用途な試薬である。
BrC
6H
4PPh
2  +  Mg   →    BrMgC
6H
4PPh
2
2 BrMgC
6H
4PPh
2  +  PhPCl
2   →     PhP[C
6H
4PPh
2]  +  2 MgClBr